# 관권선거
관권선거(官權選擧,  영어: governmental elections, government intervention elections)는 정부 또는 정보 기관의 개입으로 특정 후보 또는 정당에 금전, 인력, 상황적 지원을 해 주거나 선거 출마에 방해를 하는 형태의 선거를 뜻한다. 주로 민주주의가 완전히 정착되지 못한 나라에서 나타나나 그렇지 않은 사례도 있다. 큰 틀에서 부정선거에 속하나 대대적 부정 선거 대신 소규모의 금권 또는 인력이 동원되는 사례를 지칭하기도 한다.

## 명칭
관권 선거의 정의가 행정력을 동원하여 선거에 이용한다는 의미로 사용되기도 하기 때문에 '행정 선거'라고 불리기도 한다. 과거 고무신과 막걸리 등 금품을 나눠 줘 선거를 치른 사례에 대하여도 '고무신 선거', '막걸리 선거' 등으로 표현할 수도 있다.

## 사례

### 한국
대한민국은 정부가 여당에 유리한 선거 분위기를 만들어 줘 자주 관권 선거 시비에 시달렸다. 이때 선거는 고무신과 막걸리 등 금품을 나눠줘 '고무신 선거', '막걸리 선거' 등으로 불리기도 하였다.
- 대한민국 제13대 대통령 선거 과정 속 구로구청 부정선거 항의 점거농성 사건
- 이지문 중위의 군대 부재자 투표 폭로 사건
- 대한민국 제14대 국회의원 선거 당시 민주자유당의 금권 선거. 민주자유당은 당 행사에서 일반인들에게 불고기, 술 등을 제공하며 금품을 살포하였다. 당시 노태우 대통령 또한 민주자유당의 공약에 맞는 정책을 추진하여 사실상 여당을 밀어 주었다는 비판을 받기도 하였다.

### 해외
- 터키에서 에르도안 대통령이 여당인 정의개발당에게 유리하게 개발 정책을 추진하고 독립적인 선거 감시 기구에 대한 약화를 추진하였다.[3]
- 러시아에서 푸틴 대통령이 여당인 통합러시아당의 공약에 맞춰 개발 계획을 발표하고 정부 예산을 선거에 투입하였다.